# Luther (film)
Luther är en tysk långfilm från 2003 i regi av Eric Till, med Joseph Fiennes, Alfred Molina, Jonathan Firth och Claire Cox i rollerna.

## Handling
Filmen handlar om den tyske teologen Martin Luther.

## Rollista
| Joseph Fiennes       | – Martin Luther       |
| Alfred Molina        | – Johann Tetzel       |
| Jonathan Firth       | – Girolamo Aleander   |
| Claire Cox           | – Katharina von Bora  |
| Peter Ustinov        | – Fredrik den vise    |
| Bruno Ganz           | – Johann von Staupitz |
| Uwe Ochsenknecht     | – Påve Leo X          |
| Mathieu Carrière     | – Kardinal Cajetanus  |
| Benjamin Sadler      | – Spalatin            |
| Jochen Horst         | – Professor Karlstadt |
| Torben Liebrecht     | – Karl V              |
| Maria Simon          | – Hanna               |
| Lars Rudolph         | – Melanchthon         |
| Marco Hofschneider   | – Ulrick              |
| Christopher Buchholz | – von der Eck         |